# Samar (jméno)
Samar je ženské nebo mužské arabské jméno a znamená "večerní konverzace" nebo "noční rozhovor". Samar je v arabštině příbuzné s hebrejským jménem Shamar, což znamená "zachovat". Jméno se též rozšířilo do jiných kultur a má jiné významy; Samar je také mužské jméno v islámské kultuře a znamená "ovoce"; v hindštině a sanskrtu je Samar mužské jméno a znamená "válka".